# Procattedrale di Nostra Signora
La procattedrale di Nostra Signora (in norvegese: Vår Frue Domkirke) è la principale chiesa cattolica di Tromsø ed è sede vescovile per la prelatura territoriale di Tromsø.

## Storia
La chiesa è stata edificata in stile neogotico e consacrata il 2 febbraio 1861, lo stesso anno della cattedrale luterana della città. Fu costruita quando questo territorio era parte della prefettura apostolica del Polo Nord.  
Ha tre piccole torri sulla facciata e una grande torre sul coro. Mentre l'esterno è praticamente invariato dal 1861, l'interno è stato modificato più di una volta e appare semplice e con dipinti a colori vivaci.
La chiesa subì lievi danni durante l'incendio che colpì la città il 14 maggio 1969 e che distrusse l'adiacente sede dell'"Associazione dei lavoratori" (dove ora sorge la Casa della Cultura di Tromsø).
La procattedrale è stata visitata da Papa Giovanni Paolo II durante il suo viaggio pastorale in Scandinavia il 3 giugno 1989.